# Verdrag van Aranjuez (1779)
Het Verdrag van Aranjuez werd gesloten op 12 april 1779 tussen koninkrijk Frankrijk en Spanje. In het verdrag verklaarde Spanje, als bondgenoot van Frankrijk, zich aan de zijde van de Amerikaanse kolonisten te scharen in de Amerikaanse Onafhankelijkheidsoorlog tegen Groot-Brittannië.
Het verdrag was een vernieuwing van het Bourbon-familiepact. Spanje erkende echter niet meteen de onafhankelijkheid van de Verenigde Staten, daar Spanje niet meteen happig was om gelijksoortige anti-koloniale rebellies aan te moedigen in het Spaanse rijk. Ook vóór de formele deelname aan de oorlog verleende Spanje al hulp aan de Amerikaanse rebellen om de positie van Groot-Brittannië te verzwakken.